# Pierre Birnbaum
Pour les articles homonymes, voir Birnbaum.
Pierre Birnbaum, né le 19 juillet 1940 à Lourdes, est un historien et sociologue français.

## Biographie

### Jeunesse et études
Diplômé de l'Institut d'études politiques de Paris (promotion 1962, section Service public), Pierre Birnbaum soutient une thèse de 3e cycle en politologie, portant sur « La stratification du pouvoir aux États-Unis » devant l'université de Paris en 1966.
Il consacre sa thèse d'État, soutenue en 1974 à l'université Paris-Descartes sous la direction de François Bourricaud, à « La fin du politique ».

### Parcours professionnel
Il est professeur de sociologie politique à l'université Paris 1 Panthéon-Sorbonne et à l'Institut d'études politiques de Paris.
Ses travaux portent sur la sociologie politique comparée de l’État et de la citoyenneté ainsi que sur le recrutement des élites et sur les idéologies politiques comme le populisme ou le nationalisme. Il a également travaillé sur les rapports entre les types d’États et les Juifs, sur l’affaire Dreyfus ou l’antisémitisme en France ou aux États-Unis. Il est l'auteur notamment des Fous de la République, ouvrage sur l'entrée dans la fonction publique et l'adhésion aux valeurs républicaines de ceux qu'il appelle les « Juifs d'État », ainsi que sur la sociologie de l'État, du pouvoir et des élites.
En 1992, il est nommé membre de l'Institut universitaire de France.

## Publications
- Sociologie de Tocqueville, Paris, Presses universitaires de France, 1970
- La Structure du pouvoir aux États-Unis, collection SUP, Presses universitaires de France, 1971
- La Fin du politique, Le Seuil, 1975
- Les Sommets de l’État : essai sur l'élite du pouvoir en France, Paris, Le Seuil, 1977  (ISBN 2-02-004642-3)
- Le Peuple et les gros : histoire d'un mythe, Paris, Bernard Grasset, 1979, 218 p. (ISBN 2-246-00847-6) Édition revue et augmentée : Genèse du populisme : le peuple et les gros, Paris, Hachette, coll. « Pluriel », 2012, 280 p. (ISBN 978-2-8185-0225-9).
- La Logique de l’État, Paris, Fayard, coll. « L'Espace du politique », 1982, 234 p.
- Dimensions du pouvoir, Paris, Presses universitaires de France, coll. « Sociologie d’aujourd’hui », 1984, 261 p.
- Un mythe politique, la « République juive » : de Léon Blum à Pierre Mendès France, Paris, Fayard, coll. « Nouvelles études historiques », 1988, 417 p. (ISBN 2-213-02106-6, présentation en ligne), [présentation en ligne][7] Réédition : Un mythe politique, la « République juive » : de Léon Blum à Pierre Mendès France, Paris, Gallimard, coll. « Tel » (no 257), 1995, 417 p. (ISBN 2-07-073555-9).
- Les Fous de la République : histoire politique des Juifs d'État, de Gambetta à Vichy, Paris, Fayard, 1992, rééd. « Poche » Seuil, 1994  (ISBN 2-02-020505-X)
- « La France aux Français » : histoire des haines nationalistes, Paris, Éditions du Seuil, coll. « XXe siècle », 2006 (1re éd. 1993), 412 p. (ISBN 2-02-085913-0, présentation en ligne)
- L'affaire Dreyfus : la République en péril, Gallimard, coll. « Découvertes Gallimard : histoire » (no 213), 1994, 144 p. (ISBN 2-07-053277-1)
- La France imaginée : déclin des rêves unitaires ?, Fayard, 1998
- Le Moment antisémite : un tour de la France en 1898, Paris, Fayard, 1988, 399 p. (ISBN 2-213-60227-1, présentation en ligne)[8]Réédition : Le Moment antisémite : un tour de la France en 1898, Paris, Hachette, coll. « Pluriel », 2015, 504 p. (ISBN 978-2-8185-0438-3, présentation en ligne).
- Géographie de l'espoir : l'exil, les Lumières, la désassimilation, Paris, Gallimard, coll. « NRF Essais », 2004, 496 p.  (ISBN 2-07-077060-5)
- L'Aigle et la Synagogue : Napoléon, les Juifs et l'État, Paris, Fayard, 2007, 294 p. (ISBN 978-2-213-63211-7, présentation en ligne)[9]
- Un récit de « meurtre rituel » au Grand Siècle : l'affaire Raphaël Lévy, Metz, 1669, Paris, Fayard, 2008, 234 p. (ISBN 978-2-213-63831-7, présentation en ligne)
- Face au pouvoir, Paris, Galilée, 2010 (ISBN 9782718608143)
- Les Deux Maisons : les Juifs, l'État et les deux Républiques, Paris, Gallimard, 2012 (ISBN 978-2-07-012682-8)
- La République et le cochon, Paris, Seuil, 2013 (ISBN 978-2-02-110865-1)
- Sur un nouveau moment antisémite, Paris, Fayard, 2015 (ISBN 978-2-213-68598-4)
- Les Désarrois d'un fou de l'État : entretiens avec Jean Baumgarten et Yves Déloye, Paris, Albin Michel, 2015 (ISBN 978-2-226-31494-9)
- Léon Blum : un portrait, Paris, Seuil, 2016 (ISBN 978-2-02-117426-7) Prix du livre d'histoire contemporaine - Quartier Latin 2016.
- Où va l'État ? Essai sur les nouvelles élites du pouvoir, Paris, Seuil, 2018
- La Leçon de Vichy. Une histoire personnelle, Paris, Seuil, 2019 (ISBN 978-2-02-142811-7)
- Les Larmes de l'histoire : de Kichinev à Pittsburgh, Paris, Gallimard (NRF essais), 2022, 198 p. (ISBN 9782072757648)
- La Tentation nationaliste : conversations pour demain, entretiens avec Régis Meyran, Paris, Textuel, 2022, 94 p. (ISBN 978-2-84597-890-4)